# Helena Helmersson
Gudrun Helena Lundberg Helmersson, ogift Lundberg, född 6 oktober 1973 i Sankt Olovs församling i Skellefteå, är en svensk företagsledare som åren 2020–2024 var vd för Hennes & Mauritz.
Helena Helmersson läste på internationella ekonomlinjen på Handelshögskolan vid Umeå universitet och tog examen 1997. Sedan 1999 har hon arbetat på Hennes & Mauritz. Hon började på inköpsavdelningen, blev sedan personalchef på produktionskontoret i Dhaka i Bangladesh och därefter chef för underklädesproduktionen i Hongkong. År 2010 blev hon hållbarhetschef på företaget och var det i fem år. 2014 utsågs Helmersson till näringslivets mäktigaste kvinna av tidningen Veckans Affärer. Därefter blev hon produktionschef i Hongkong. Hon blev 2018 operativ chef och var det ett drygt år. I januari 2020 efterträdde hon Karl-Johan Persson på posten som vd för H&M. Fyra år senare meddelade hon sin avgång.
År 2020 utsågs Helmersson till hedersdoktor av den samhällsvetenskapliga fakulteten vid Umeå universitet.